# Ed Burton
Edward "Ed" Burton (Blytheville, Arkansas, 13 de agosto de 1839-Muskegon, Michigan, 28 de mayo de 2012) fue un jugador de baloncesto estadounidense que disputó dos temporadas en la NBA, además de jugar en diferentes ligas menores y en los Harlem Globetrotters. Con 1,98 metros de estatura, jugaba en la posición de alero.

## Trayectoria deportiva

### Universidad
Tras ser la estrella de su equipo en el Muskegon Heights High School durante tres años, en los que consiguió dos títulos estatales anotando 1.143 puntos en total, consiguiendo el récord aún imbatido de puntos en un partido, con 45, recibió propuestas de las principales universidades del país, aceptando una beca escolar para jugar con los Spartans de la Universidad Estatal de Míchigan, pero no se adaptó a la vida universitaria, abandonándola al año siguiente para enrolarse en los Harlem Globetrotters, con los que permanecería dos años, coincidiendo en el equipo con Wilt Chamberlain.

### Profesional
En 1961 ficha por los New York Knicks, con los que únicamente llegó a disputar 8 partidos, en los que promedió 1,9 puntos. Jugó posteriormente en los Allentown Jets de la EPBL, en los Holland Oilers de la Midwest Professional Basketball League y en los Muskegon Panthers de la North American Basketball League, hasta que en febrero de 1965 fichó por el resto de la temporada por los St. Louis Hawks. Allí jugó 7 partidos en los que promedió 2,6 puntos y 1,9 rebotes.
Regresó posteriormente a los Panthers, donde lideró la liga en rebotes, promediando 14,4, acabando su carrera jugando en los Grand Rapids Tackers.

## Estadísticas de su carrera en la NBA

### Temporada regular
| Temporada | Edad | Equipo          | Liga | P  | TIT | MIN | TC  | TCA | %TC  | 3P | 3PA | %3P | TL  | TLA | %TL  | R.OF. | R.DEF. | REB | ASIS | ROB | TAP | PER | FP  | PTS |
| 1961-62   | 22   | New York Knicks | NBA  | 8  |     | 3.5 | 0.9 | 1.8 | .500 |    |     |     | 0.1 | 0.5 | .250 |       |        | 0.6 | 0.1  |     |     |     | 0.4 | 1.9 |
| 1964-65   | 25   | St. Louis Hawks | NBA  | 7  |     | 6.0 | 1.0 | 2.9 | .350 |    |     |     | 0.6 | 1.0 | .571 |       |        | 1.9 | 0.3  |     |     |     | 1.9 | 2.6 |
| Total     |      |                 | NBA  | 15 |     | 4.7 | 0.9 | 2.3 | .412 |    |     |     | 0.3 | 0.7 | .455 |       |        | 1.2 | 0.2  |     |     |     | 1.1 | 2.2 |